# Vaccinium platyphyllum
Vaccinium platyphyllum är en ljungväxtart som beskrevs av Elmer Drew Merrill. Vaccinium platyphyllum ingår i Blåbärssläktet, och familjen ljungväxter. Inga underarter finns listade i Catalogue of Life.